# Scrobigera eudamoides
Scrobigera eudamoides là một loài bướm đêm trong họ Noctuidae.